# 伍冰枝
伍冰枝，PC、CC、CMM、COM、CD、FRSC(hon)、FRAIC(hon)、FRCPSC(hon)（英語：Adrienne Louise Clarkson，音译阿德利安·克拉克森，1939年2月10日—），生於英屬香港，祖籍廣東省台山市台山四九镇玄潭村水仔口，是前任加拿大總督。她是加拿大首位華裔和第二位女性總督。作爲加拿大總督，她的繼任者是莊美楷（Michaëlle Jean）。英文姓氏使用其前夫姓氏「克拉克森」，在離婚後乃至再婚也依舊保留不變。

## 生平
伍冰枝出生于香港，父伍英才為四邑人、母為客家人。她的祖父伍耀培来自广东台山，于19世纪末移居澳大利亚维多利亚州奇尔特恩并在该镇开办“阿培水果糖果店”（Willie Ah Poy Fruitier and Confectioner），其后取“培”的台山话读音Poy成为其英文姓氏。其父1907年生于澳大利亚，因此拥有英國國籍，赴香港後结婚並生下伍冰枝。二战爆發时伍英才服役於香港義勇軍中（任下士）並曾參與香港保衛戰，戰敗投降後沦为日本的战俘並遭囚於集中營，后於英日談判换俘後獲贖回撿回一命。獲釋後在1942年（民國31年）根据《1923年華人移民法案》中許可華人入境的「特別個案」规定，举家移民到加拿大。
伍冰枝曾在渥太華的公立學校就讀，1956年至1960年间在多伦多大學三一學院修修读文学学位。在大學期間她被當時的總督頒發英文文學獎。
伍冰枝1962年開始在巴黎大學文理學院修读碩士課程。她论文的研究方向是梅瑞狄斯的詩。1963年，她和在多倫多大學任教的政治科學教授史蒂芬·克拉克森結婚。1975年，二人离婚，她和子女间的感情非常疏远，直到现在他们也甚少見面。但她的英文姓氏依舊使用其前夫姓氏「克拉克森」作為自己的姓氏，在離婚後乃至再婚也依舊保留不變。
伍冰枝在加拿大廣播公司（CBC）製作和主持過幾個節目，包括：《Take Thirty》、《Adrienne at Large》、《The 5th Estate》、《Adrienne Clarkson's Summer Festival》和《Adrienne Clarkson Presents》。她的廣播生涯大大提高了她的知名度。1987年至1988年间，她任McClelland and Stewart出版公司主席，並寫了幾本著作。她在1980年代也擔任過安大略省駐法國巴黎的代表。

### 擔任總督經歷

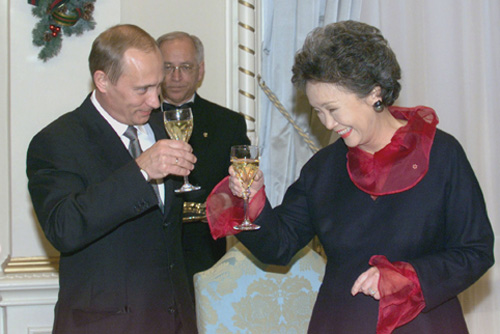
2000年，伍冰枝与普京在渥太华

伍冰枝的紋章

經過時任加拿大總理克理田推薦，伍冰枝於1999年9月8日獲加拿大女王伊丽莎白二世委任為加拿大總督，1999年10月7日宣誓上任，成為加拿大第26任總督。她是第二名女性、第一名非白人和第一名沒有政治或軍事背景的總督。
2002年，她以加拿大總督兼加拿大軍隊的三軍總司令身份，探望了在阿富汗作戰的加拿大士兵。
伍冰枝上任之初，她令總督一職帶來更多公眾注意而受到大衆讚賞。然而自她上任後，總督府的支出增加了200%，遭到了公衆的質疑。但是支出增加的其中一個原因是因為一些以前由政府機構支付的費用，例如安全人員，現在變成了總督府的支出。
2003年，在外交及國際貿易部的策劃和資金支持下，伍冰枝和50名加拿大名人訪問了芬兰，俄罗斯和冰岛。有人批評她的訪問是浪費金錢，而總督辦公室則反駁說該訪問很成功，尤與俄羅斯總統普京的會面是非常建設性的。
2004年，伍冰枝前往法國參與紀念盟軍登陸諾曼第海灘的典禮。伍冰枝當時是以“加拿大國家元首”的身份出席，但真正的國家元首——加拿大女皇伊丽莎白二世——亦有同時出席，所以伍冰枝出席典禮用的頭銜，在法理上出現了問題，也使白金漢宮方面不悅。
雖然伍總督承受了很多批評，但她比其他總督都更積極地，不停到加拿大每個角落會見加拿大的各階層的人士。她曾到科索沃去會見當地的加拿大維持和平部隊；也曾在駐波斯灣的加拿大驅逐艦上度過了一個聖誕節。她的演説稿也總是自己親手寫的。
2004年，伍冰枝同意延長任期約一年，以面對當時小數政府帶來的政治危機。2005年7月，她在多倫多接受心臟手術。兩個餘月後卸任總督時，她破格出席她的繼任者——莊美楷的就職典禮。
雖然她卸任前後皆被指報銷開支過多，且在任上打破不少傳統慣例，但伍亦被許令總督一職添活力和新意義，以及與國民的連繫。

### 卸任後
她於2005年10月被委任為樞密院顧問官，2006年出版自传《Heart Matters》。2007年2月獲女王任命為名譽上校，並稱自己感到「非常榮幸」。2009年，伍冰枝出版其第二本书《非凡的加拿大人：白求恩》。

## 家庭
伍冰枝1984年起與哲學家兼作家約翰·撒羅（索尔，曾于1996年获总督非小说类文学奖，2009年任国际笔会主席）同居，並於1999年結婚，但延用前夫的姓克拉克森。她的哥哥伍卫权是一名医生，1999年获加拿大勋章，伍衛權醫生的妻子利德蕙是前香港行政局首席華人非官守議員利銘澤的女兒，也是加拿大华裔第一個上議院女参議員。

## 内部链接
- 加拿大華人歷史
- 華裔